# 立ちごけ
立ちごけ（たちごけ）とは、オートバイや自転車で発生しうる転倒の一種で、停車中ないしは停車しようとする際に車体を足で支えることができずに転倒するものをいう。

## 概要
オートバイや自転車は停車中には自立できないため乗員が足で車体を支えるが、その際にタイヤや足が滑ったり、足をつきそこねたり、車体を倒しすぎて片足で車重を支えられなくなったりといった理由により転倒することがあり、走行中の転倒と区別して立ちごけとも呼ばれている。自転車ではビンディングシステムやトウクリップにより足をペダルに固定している場合、停車時にペダルから足を外すことができずに転倒する場合もある。
もし仮に立ちごけしてしまった場合は周囲の安全を確認・確保してから、速やかに引き起こし、二次災害・三次災害の発生を抑制することが重要である。